# Rolls-Royce Silver Dawn
Rolls-Royce Silver Dawn är en personbil, tillverkad av den brittiska biltillverkaren Rolls-Royce mellan 1949 och 1955.
Silver Dawn var den första Rolls-Royce som levererades komplett med kaross från fabrik. Karossen hade tagits fram till Bentley Mark VI och tillverkades av Pressed Steel. Bilen var i praktiken en Bentley med Rolls-kylare och var avsedd för export, främst till USA. Den började säljas på den brittiska hemmamarknaden först 1953.
Från 1952 kunde bilen levereras med automatlåda. Växellådan köptes från General Motors.